# Patricia Mayrová-Achleitnerová
Patricia Mayrová-Achleitnerová, rozená Mayrová (* 8. listopadu 1986 v Innsbrucku, Rakousko) je bývalá rakouská profesionální tenistka. Její nejvyšší umístění na žebříčku WTA ve dvouhře bylo 70. místo (4. května 2009) a ve čtyřhře 117. místo (29. září 2014).
Na okruhu WTA žádný turnaj nevyhrála, ale na okruhu ITF získala 24 titulů (17 ve dvouhře a 7 ve čtyřhře).
4. prosince 2010 se provdala za svého trenéra Michaela Achleitnera a změnila příjmení na Mayrová-Achleitnerová.
22. července 2015 po prohře na turnaji Gestein Ladies 2015 tenistka oznámila, že svůj poslední zápas odehraje na turnaji 2015 Generali Ladies Linz. Důvodem pro ukončení profesionální tenisové kariéry byly trvalé chronické bolesti zad.

## Finálové účasti na turnajích WTA (0)
Žádného finále na WTA se neúčastnila.

## Vítězství na okruhu ITF

### Dvouhra (17)
| Č.  | Datum              | Turnaj          | Povrch  | Soupeřka ve finále           | Výsledek             |
| 1.  | 2. říjen, 2005     | Volos           | koberec | Dia Jevtimovová              | 6-4, 7-6(5)          |
| 2.  | 16. říjen, 2005    | Benicarlo       | antuka  | Berta Moratová-Flaquerová    | 6-4, 6-2             |
| 3.  | 17. září, 2006     | Innsbruck       | antuka  | Yvonne Meusburgerová         | 1-6, 6-2, 2-2, skreč |
| 4.  | 27. duben, 2008    | Hvar            | antuka  | Lenka Juríková               | 6-4, 6-2             |
| 5.  | 8. červen, 2008    | Grado           | antuka  | Jasmina Tinjićová            | 6-4, 7-6(1)          |
| 6.  | 3. srpen, 2008     | Dněpropetrovsk  | antuka  | Jekatěrina Dzegalevičová     | 6-3, 6-4             |
| 7.  | 11. říjen, 2008    | Reggio Calabria | antuka  | Anne Schäferová              | 6-1, 6-1             |
| 8.  | 28. listopad, 2008 | Saint-Denis     | antuka  | Arantxa Parraová Santonjaová | 6-4, 6-1             |
| 9.  | 9. květen, 2010    | Jounieh         | antuka  | Renata Voráčová              | 6-3, 6-7(3), 7-6(7)  |
| 10. | 13. červen, 2010   | Zlín            | antuka  | Corinna Dentoni              | 6-1, 6-2             |
| 11. | 27. červen, 2010   | Řím             | antuka  | Zarina Diyas                 | 7-6(2), 6-4          |
| 12. | 22. srpen, 2010    | Olomouc         | antuka  | Julia Mayr                   | 6-2, 6-4             |
| 13. | 3. duben, 2011     | Buenos Aires    | antuka  | Florencia Molinero           | 0-6, 6-2, 6-2        |
| 14. | 12. červen, 2011   | Zlín            | antuka  | Ksenia Pervak                | 6-1, 6-0             |
| 15. | 15. září, 2013     | Sofie           | antuka  | Kristína Kučová              | 6-2, 1-6, 6-3        |
| 16. | 22. září, 2013     | Dobrič          | antuka  | Kateřina Vaňková             | 6-0, 6-0             |
| 17. | 24. srpen, 2014    | Winnipeg        | tvrdý   | Alexandra Stevenson          | 7-5, 6-1             |

## Fed Cup
Patricia Mayrová se zúčastnila 5 zápasů ve Fed Cupu za tým Rakouska s bilancí 1-3 ve dvouhře a 1-1 ve čtyřhře.

## Postavení na žebříčku WTA na konci sezóny

### Dvouhra
| Rok    | 2003 | 2004 | 2005   | 2006   | 2007   | 2008   | 2009  | 2010 | 2011 | 2012  | 2013  | 2014  | 2015  |
| Pořadí | 973. | ▼x.  | ▲ 643. | ▲ 474. | ▲ 343. | ▲ 123. | ▲ 86. | ▼99. | ▬99. | ▼164. | ▲ 99. | ▼107. | ▼442. |

### Čtyřhra
| Rok    | 2003 | 2004 | 2005 | 2006   | 2007   | 2008   | 2009   | 2010 | 2011   | 2012   | 2013 | 2014   | 2015  |
| Pořadí | 788. | ▼x.  | ▬x.  | ▲ 596. | ▲ 318. | ▲ 232. | ▲ 200. | ▼x.  | ▲ 988. | ▲ 523. | ▼x.  | ▲ 126. | ▼922. |